# Добрила Пуцкова
Добрила Пуцкова (на македонска литературна норма: Добрила Пуцкова) е театрална актриса от Социалистическа република Македония.

## Биография
Родена е на 6 юни 1926 година в Куманово, тогава в Сърбо-хърватско-словенското кралство, днес в Северна Македония. Спиро Пуцков от Куманово е член на българския акционен комитет, създаден при освобождението на града от югославска власт в 1941 година. Добрила завършва основно и средно образование в родния си град. Работи няколко месеца като учителка, след което влиза в първия състав на Драмата на Македонския народен театър в 1945 година, в който работи през цялата си кариера до пенсионирането си в 1982 година.
На интервюто в театъра участва с рецитация на „Очи“ на Ацо Шопов, а в журито са Кирил Хадживасилев, Димитър Кьостаров, Петре Пърличко, Тодорче Николовски, които я одобряват и ѝ дават ролята на Стоянка в пиесата „Чорбаџи Теодос“, която се играе тогава. Партнира ѝ Трайко Чоревски, който ѝ помага да преодолее сценичната треска. След това Добрила играе Кощана заедно с Добрила Чабрич, която се играе седем години, и която ѝ носи най-високата награда на правителството на Народна република Македония в 1950 година. След това играе Полина в „На доходно место“, с която обикаля на турне Югославия. Следват много роли, които я утвърждават като сериозна актриса с темперамент, шарм и широк спектър психологически транформации. Според една критика тя е „Пълнокръвна, ненапрегната, външно спокойна и кротка, а вътрешно дълбоко разтреперана, присъстваща, сигурна и в мълчанието“. За ролята ѝ на Борика в „Чекор до есента“ пише: „Сугестивността и откриването на поетичното и трагичното, на строго рационалното и изненадващо спонтанното, в лицето на умната чувствителна самотница Борика Корда, представлява едно от най-успешните изпълнения на Добрила Пуцкова“, за робята в „Длабоки корени“: „Добрила Пуцкова с дълбоки вътрешни преживявания, с топли човешки чувства, с малко романтични расположения – умее да даде истинско изкуство на преживяването и да ги изрази и най-сложните психологически състояния с икономични и изразтелни средства“.
Добрила Пуцкова умира на 23 февруари 2007 година в Скопие.

## Избрана театрография
- Стоянка и Ефка („Чорбаџи Теодос“, 1945);[2][3]
- Валя (Платон Кречет, 1945);[1]
- Вера (Некаде во Москва, 1947);[1]
- Феба (Како што милувате, 1948);[1][3]
- Васка (Задруга, 1950);[1]
- Анжелика (Вообразен болен, 1952);[1]
- Дездемона (Отело, 1954);[1][3]
- Сестра Анжелика Глембай (Господа Глембаеви, 1955);[1][3]
- Магдалена (Домот на Бернарда Алба, 1956);[1]
- Кощана (Коштана, 1956);[1]
- Госпожа Линде (Нора, 1957);[1]
- Неда (Црнила, 1961);[1][3]
- Ана Копецка, крчмарка кај криглата (Швејк во Втората светска војна, 1963);[1]
- Дара (Госпоѓа министерка, 1965);[1]
- Бранка (Матурска вечер, 1966);[1]
- Кейт Пар (Хенри VIII и неговите шест жени, 1967);[1]
- Гаиса Илинишина Шелавина (Без вина виновни, 1968);[1]
- Клитемнестра (Електра, 1970);[1][3]
- Прасковя Дроздова (Бесови, 1978);[1]
- Ленче („Бегалка“);[2][3]
- Симка („Печалбари“);[2][3]
- Купавина („Волци и овци“);[2]
- Татяна („Малограѓани“);[2][3]
- Оливия („Ноќ спроди Водици“);[2][3]
- Луиза („Интрига и љубов“);[2][3]
- Гурмишка („Шума“);[2][3]
- Маша („Живиот труп“);[2][3]
- Лариса („Мома без мираз“);[2][3]
- Джиневра („Длабоки корени“);[3]
- Юдита („Ученик на ѓаволот“);[3]
- Борика („Чекор до есента“).[3]

## Награди
- Награда за цялостно творчество на Македонския театрален фестивал „Войдан Чернодрински“ (Прилеп, 2002).[1]